# Arbeitsgericht Rosenheim
Das Arbeitsgericht Rosenheim ist ein Gericht der Arbeitsgerichtsbarkeit und eines von elf Arbeitsgerichten im Freistaat Bayern.

## Gerichtsbezirk
Der Bezirk des ArbG Rosenheim erstreckt sich neben der kreisfreien Stadt Rosenheim auf folgende Landkreise:
- Altötting
- Berchtesgadener Land
- Mühldorf am Inn
- Rosenheim
- Traunstein

## Sitz und Gerichtsgebäude
Sitz des Gerichts ist Rosenheim. Das Gericht befindet sich in 83022 Rosenheim, Rathausstraße 23.
Eine Außenkammer befindet sich in Traunstein. Deren Zuständigkeit erstreckt sich innerhalb des Gerichtsbezirks auf die Landkreise Berchtesgadener Land und Traunstein.

## Instanzenzug
Rechtsmittelgericht für das Arbeitsgericht Rosenheim ist das Landesarbeitsgericht München.

## Geschichte
Gemäß Arbeitsgerichtsgesetz vom 23. Dezember 1926 wurden in Deutschland Arbeitsgerichte gebildet. Diese waren nur in der ersten Instanz organisatorisch selbstständige Gerichte, die Landesarbeitsgerichte waren den Landgerichten zugeordnet. Am Landgericht Traunstein entstand so 1927 das Landesarbeitsgericht Traunstein als eines von 23 Landesarbeitsgerichten in Bayern. In Rosenheim entstand das Arbeitsgericht Rosenheim als eines von acht Arbeitsgerichten des Landesarbeitsgerichts. Sein Sprengel umfasste die Gerichtsbezirke der Amtsgerichts Aibling, Prien und Rosenheim. Es bestand eine allgemeine Kammer für Arbeiter und Angestellte und eine Kammer für das Handwerk.
Bereits 1929 wurde die Zahl der Arbeitsgerichte deutlich reduziert. Das Landesarbeitsgericht Traunstein wurde aufgehoben, seine Aufgaben übernahm das Landesarbeitsgericht München. Der Sprengel des Arbeitsgerichts Rosenheim erweiterte sich um das Gebiet des Amtsgerichts Wasserburg, da das Arbeitsgericht Wasserburg aufgehoben wurde.
Nach der Besetzung Deutschlands durch die Alliierten wurden 1945 zunächst alle Gerichte geschlossen. Die ordentlichen Gerichte wurden schon bald wieder eröffnet, während die Arbeitsgerichte zunächst nicht wieder eingerichtet wurden, so dass arbeitsgerichtliche Streitigkeiten von den ordentlichen Gerichten erledigt werden mussten. Gemäß Kontrollratsgesetz 21 vom 30. März 1946 sollten in Deutschland Arbeitsgerichte aufgebaut werden. Mit dem bayerischen Vollzugsgesetz vom 6. Dezember 1946 richtete das Staatsministerium für Arbeit und Sozialordnung am 30. Januar 1947 die Arbeitsgerichte wieder ein. Das Arbeitsgericht Rosenheimentstand dabei neu.